# 迫井政行
迫井政行（日语：／ Sakoi Masayuki，1974年6月29日—），日本男性動畫演出家、動畫導演。出身於鹿兒島縣。以前隸屬於IMAGIN。

## 參加作品

### 電視動畫
2000年
- 袖珍女侍小梅（動畫）
- 向陽之樹（動畫）
- 第一神拳（—2002年，動畫、原畫）

2001年
- 漫畫派對（動畫）
- 少年足球（動畫）
- 青春草莓蛋（原畫）
- Z.O.E Dolores, i（日语：Z.O.E Dolores, i）（原畫）
- X（—2002年，原畫）

2002年
- 迷糊天使（原畫）
- 銀河戰警（原畫）
- 炸彈小新娘（原畫）
- 馭龍少年（—2003年，原畫）
- PIANO（原畫）

2003年
- 成惠的世界（演出）

2004年
- A15系列（變身3部作）
  - 超變身巫女祈鬥士（分鏡、演出）
  - 超變身角色扮演前傳（演出）
  - LOVE♥LOVE?（演出）
- KURAU Phantom Memory（日语：KURAU Phantom Memory）（演出）
- 愛你寶貝★★（演出）
- 薔薇少女 (2004年版)（原畫）
- BECK（—2005年，原畫）

2005年
- 我太太是高中生（演出）

2006年
- 草莓危機（導演、分鏡、演出）

2007年
- 彩雲國物語（演出）
- 怪物王女（導演、分鏡、演出）

2008年
- 狼與辛香料（演出、OP演出）
- 假面男僕（導演、分鏡）

2009年
- NEEDLESS（導演、分鏡、演出）
- 鋼之鍊金術師 FULLMETAL ALCHEMIST（分鏡）

2010年
- HEROMAN（演出）

2011年
- 金鋼狼（日语：ウルヴァリン (アニメ)）（分鏡、演出、ED分鏡&演出）

2012年
- CØDE:BREAKER 法外制裁者（副導演）

2013年
- 熱風海陸（導演）

2014年
- 流浪神差（分鏡）
- 天體的秩序（導演、分鏡、演出、第13話特別ED分鏡&演出）

2015年
- 六花的勇者（分鏡）
- 流浪神差 ARAGOTO（分鏡）

2016年
- 我的英雄學院（ED分鏡）
- Re:從零開始的異世界生活（分鏡）
- 神裝少女小纏（導演[1][2]、分鏡、演出、OP分鏡&原畫）
- 輕拍翻轉小魔女（分鏡、演出）

2017年
- 從零開始的魔法書（分鏡）
- Princess Principal（分鏡）
- ROBOMASTERS THE ANIMATED SERIES（分鏡）
- 少女終末旅行（分鏡）

2018年
- citrus ～柑橘味香氣～（分鏡）
- 刀劍神域外傳 Gun Gale Online（導演、分鏡）
- 哥布林殺手（分鏡、演出）

2019年
- 慎重勇者 ～這個勇者明明超TUEEE卻過度謹慎～（導演、分鏡、演出）

2020年
- A3！SEASON SPRING & SUMMER（系列導演）
- Re:從零開始的異世界生活 (第2期)（分鏡）
- A3！SEASON AUTUMN & WINTER（導演）

2021年
- 哥吉拉 奇異點（分鏡）

2022年
- 瓦尼塔斯的手札（分鏡）

2023年
- 境界服務（日语：THE MARGINAL SERVICE）（導演）

2024年
- 狼與香辛料 MERCHANT MEETS THE WISE WOLF（分鏡）
- 刀劍神域外傳 Gun Gale Online II（導演、分鏡）

### OVA
2005年
- Saint Beast 四聖獸 ～幾千個晝與夜篇～（日语：セイント・ビースト）（導演）

2010年
- 親吻那片花瓣 戀人的羈絆（導演、演出）

2011年
- 英雄傳說 空之軌跡 THE ANIMATION（OP導演）

### 網路動畫
2025年
- Lycoris Recoil 莉可麗絲：友誼是時間的竊賊（分鏡、演出）

## 腳註

## 相關項目
- 日本動畫師列表（日语：アニメ関係者一覧）

## 外部連結
- （日語）[]